# Рожков, Александр Егорович
Александр Егорович Рожков (род. 8 апреля 1957, Златоуст, Челябинская область) — советский и российский хоккейный нападающий, тренер. Мастер спорта СССР. Заслуженный тренер России (2015).

## Биография
Родился в Златоусте. Старшая сестра занималась коньками, оба старших брата играли в хоккей, Николай (род. 1950) выступал в первенстве СССР, был тренером. Александр Рожков встал на коньки в пять лет, в десять лет стал заниматься в детской команде «Таганай». В 14-летнем возрасте приезжал в хоккейную школу челябинского «Трактора», но не прижился в интернате. После окончания школы приехал в Челябинск поступать в институт физкультуры, из-за шумов в сердце поступил только через год. В сезоне 1973/74 — в составе клуба первенства РСФСР «Горняк» Оленегорск. Три сезона (1975/76 — 1977/78) отыграл за челябинский «Металлург». 10 сентября 1978 года дебютировал за «Трактор» в чемпионате СССР в домашнем матче против «Спартака» (9:3), хотя по словам Рожкова, «первый раз меня выпустили в третьем периоде вместо Николая Шорина в домашнем матче с ЦСКА, и буквально во второй смене я забросил шайбу армейцам!». Этот домашний матч, проигранный «Трактором» дома 3:7, состоялся 2 октября, а шайба, забитая Третьяку, запомнилась Рожкову на всю жизнь. Отыграл за команду 12 сезонов — 589 матчей, 175 (105+70) очков, в сезоне 1988/1989 был капитаном.
Играл в чемпионате Югославии за «Олимпию» Любляна (1990/91) и в чемпионате Словении за «Блед» (1991/92 — 1994/95).
Играющий тренер команды «Надежда» Челябинск (1995/96), тренер «Трактора» (1996/97 — 2000/01), тренер «Мечела-2» (2003/04), тренер «Мечела» (2004/05 — 2006/07), главный тренер «Мечела-2» (2007/08), тренер «Газовика» Тюмень (2008/09), тренер юношеских команд «Трактора» (2009/10 — 2014/15), главный тренер «Челмета» (2015/16), главный тренер «Спутника» Нижний Тагил (2017/18, до 13 октября), тренер «Горняка» Рудный (2018/19 — 2020/21), тренер «Южного Урала» Орск (2020/21).
Старший сын Артём (1978 г. р.) окончил хоккейную школу ЧТЗ, играл за команду «Сигнал». Младший сын Егор (1986 г. р.) тоже хоккеист.